# ハイイロホシガラス
ハイイロホシガラス (灰色星鴉、学名：Nucifraga columbiana)は、スズメ目カラス科に分類される鳥類の一種。
ホシガラス（旧北区に分布）の近縁種。

## 分布
新北区に生息する。